# Da'irat al-Mukhabarat al-Amma
Dāʾirat al-Mukhābarāt al-ʿĀmma (Árabe دائرة المخابرات العامة, Directorio de Inteligencia General) es el nombre del servicio de inteligencia que opera en Jordania, creado en 1952.
Su área de actividad comprende todo Oriente Próximo y colabora, entre otros, con el Reino Unido y con los Estados Unidos de América.
Recientemente, el rey Abdalá II de Jordania ha sustituido a su jefe Muḥammad Raqqād por el general Fayṣal al-Shūbakī.
- Esta obra contiene una traducción  derivada de «Da'irat al-Mukhabarat al-Amma» de Wikipedia en italiano, publicada por sus editores bajo la Licencia de documentación libre de GNU y la Licencia Creative Commons Atribución-CompartirIgual 4.0 Internacional.

- Datos: Q773865